# Alfons Navarret i Xapa
Alfons Navarret i Xapa (Alfara del Patriarca, 3 de marzo de 1974) es un profesor de secundaria y poeta valenciano  en lengua catalana.
Es licenciado en Derecho por la Universidad de Valencia. Ha colaborado en Ràdio Jove, Burjassot Ràdio y Ràdio Terra con programas de difusión cultural y literaria.
Su obra literaria está centrada en la poesía.

## Obras[1]
- Corrents freds a l'horitzó. 1999.
- Com qui contempla la mar. 2000.
- Genealogies i desencontres. 2001.
- Versos d'Araflà. 2002.
- En blanc. 2002.
- Les veus del món. 2003. Excepcionalmente, esta obra es narrativa.
- Homenatge. 2003.
- Aparador d'ombres amb corc. 2005.
- Malaurança de l'hora vella. 2008.
- Amb tot, hi ha el no-res. 2012.
- Sucre i cendra. 2014.
- Vicent Andrés Estellés revisitat. 2014.

## Premios[1]
- Premios de la Mar-Miquel Peris y Segarra de Grau de Castelló, en 1998 por Corrents freds a l'horitzó.
- Universitat Politècnica de València de poesía, en 1999 por Com qui contempla la mar.
- Benvingut Oliver de poesía de Catarroja, en 2000 por Genealogies i desencontres.
- Miquel Àngel Riera de poesía, en 2001 por En blanc.
- Vila de Lloseta de poesía, en 2004 por Aparador d'ombres amb corc.
- La Vall d'Uixó de poesía, en 2007 por Malaurança de l'hora vella.
- Vall de Sóller, Guillem Colom i Ferrà, de poesía, en 2009 por Amb tot, hi ha el no-res.